# Mercedes-Benz LN
Mercedes-Benz LN var en lastbil bygget i to generationer af den tyske bilfabrikant Mercedes-Benz mellem 1965 og 1998.

## LN1 (1965−1984)
I januar 1965 introducerede Mercedes-Benz deres mellemtunge lastbil LP 608, hvor det første ciffer i modelbetegnelsen angav bilens tilladte totalvægt i tons, mens de to sidste cifre angav motorens effekt divideret med 10. Motoren var en firecylindret udgave af den gennemprøvede OM 300-series dieselmotorer med direkte indsprøjtning. Førerhusets formgivning mindede om de større LP-modeller med sine rektangulære former, og også her var førerhuset fast monteret på chassiset, så al løbende vedligeholdelse fandt sted via en serviceluge indvendigt i bilen. I 1967 blev modelprogrammet udvidet med LP 808 med højere lasteevne, og i 1970 tilkom endnu kraftigere varianter med sekscylindrede motorer med op til 130 hk.

## LN2 (1984−1998)
I 1984 introduceredes en ny generation mellemtunge lastbiler, og med den introduceredes også et tipbart førerhus. Den nye modelserie fandtes i et stort antal varianter med totalvægt mellem 6,3 og 13 tons. De fire- og sekscylindrede motorer fandtes med effekt mellem 90 og 204 hk. Senere tilkom endnu kraftigere versioner, som overlappede de større lastbiler. Siden Schwere Klasse ("den tunge klasse") introduceredes i 1988, er LN-modellerne ofte blevet benævnt LK eller Leichte Klasse ("den lette klasse").

## Billeder
- Mercedes-Benz LN1
- Mercedes-Benz LN2